# 幼児虐殺 (ダニエレ・ダ・ヴォルテッラ)
『幼児虐殺』（ようじぎゃくさつ、伊: Strage degli innocenti、英: Massacre of the Innocents）は、イタリア・マニエリスム期の画家ダニエレ・ダ・ヴォルテッラが1557年に板上に油彩で描いた絵画で、『新約聖書』の「マタイによる福音書」(2:16-18) に記述されている「幼児虐殺」を主題としている。作品は、『聖母子と幼児洗礼者ヨハネ、聖バルバラ 』、『砂漠のエリヤ』などダニエレのほかの作品とともにフィレンツェのウフィツィ美術館に所蔵されている。

## 歴史
1782年に、当時のウフィツィ美術館館長ジュゼッペ・ベンチヴェンニ・ペッリが神聖ローマ皇帝レオポルト2世から作品を600スクーディで購入した。その後、作品はウフィツィ美術館のトリブーナに展示され、1926年までそこに残っていた。一時、アカデミア美術館 (フィレンツェ) に展示されていたが、1970年にウフィツィ美術館に戻された。1979年に修復を受けている。

## 作品
マニエリスム期の画家・伝記作家ジョルジョ・ヴァザーリは、この作品について以下のように記述している。
これらの後、彼は長い間、故郷の町ヴォルテッラに帰っていなかったので、ローマに戻る前にヴォルテッラに帰り、友人、親戚に非常な歓迎を受けたが、彼らは彼に故郷の地に何か彼の思い出となるようなものを残していくように頼んだ。かくして彼は、彼らのために「幼児 (虐殺) 」の歴史を表した小さな絵画を制作したが、それは大変美しい作品であると評価され、サン・ピエロ教会に設置された。—ジョルジョ・ヴァザーリ, 『画家・彫刻家・建築家列伝』, 1568年
作品は、ダニエレが故郷の町ヴォルテッラに最後の帰還をした際にサン・ピエトロ・イン・セルチ教会のために描かれた。画家は、1557年に支払われた制作費用さえ受け取らなかった。この作品では悪夢のような光景が非常に古典主義的な様式で描かれており、群像がモニュメンタルに左右対称にまとめられている構図は、ラファエロの『アテナイの学堂』 (ラファエロの間、ヴァチカン宮殿) を想起させる。また、活動している裸体像の描写は、ミケランジェロの『最後の審判』(システィーナ礼拝堂、ヴァチカン宮殿) から直接の影響を受けている。ダニエレは、全裸で描かれていた『最後の審判』の人物像に腰布を描き加えたことでよく知られている。
本作はダニエレによる最後の署名入り作品で、この後、彼はほぼ彫刻家としてしか仕事をしていない。本作のために、画家は自身の下絵にいくつかの小さな変更を加えただけであった。この下絵は、ローマのトリニタ・ディ・モンティ教会用のフレスコ画のために、彼の弟子ミケーレ・アルベルティによってすでに使用されていたものであった。本作とその下絵との主な違いは、下絵には2つの空白部分があるが、本作では下部左側の空白部分に死んだ幼児を抱く女性 (ルーヴル美術館の版画・素描部門に素描が現存している) が加えられ、下部右側の空白部分に死んだ幼児が加えられている。